# لجنة ثورية
حركـة اللجان الثورية كانت حركة سياسية (شبه مسلحة) تدعو لقيام سلطة الشعب (الديمقراطية المباشرة) من خلال أفكار النظرية العالمية الثالثة التي يحتويها الكتاب الأخضر، حيث يمارس الشعب السلطة من خلال المؤتمرات الشعبية الأساسية كأداة للتشريع واللجان الشعبية كأداة للتنفيذ. تبنت نظرياً العمل على وصول الناس إلى الحكم من خلال تحريضهم للانتظام في مؤتمرات شعبية أساسية.
تبنت الحركة الاطروحات الاقتصادية الواردة في الكتاب الأخضر، كحلول لمشاكل العمل والملكية والأجرة والإيجار والاتجار وغيرها. كما تأخذ بالاطروحات الاجتماعية الواردة في الركن الاجتماعي للنظرية العالمية الثالثة.
صار للجان الثورية العديد من الحركات في كثير من الدول فهناك حركة اللجان الثورية الفلسطينية والموريتانية والإرترية والسودانية وغيرها تحت مسميات أخرى من مثل الحركات الداعية للديمقراطية المباشرة.
اعتبرت تلك الحركة أداة قمعية استخدمها النظام الليبي السابق ضمانا لسيطرة فكره وحكمه في البلاد.